# Silvestre Varela
Silvestre Manuel Gonçalves Varela (wym. [silˈvɛstɾɨ vaˈɾɛɫɐ]; ur. 2 lutego 1985 w Almadzie) – portugalski piłkarz występujący na pozycji skrzydłowego w portugalskim klubie Belenenses SAD.

## Kariera piłkarska
Karierę rozpoczynał w Sportingu. Występował w młodzieżowej reprezentacji Portugalii U-21, a w seniorskiej kadrze zadebiutował 3 marca 2010 roku w zwycięskim 2:0 meczu z Chinami. Podczas Euro 2012 zdobył bramkę na 3:2 dla Portugalii, co dało zwycięstwo w meczu z Danią.